# Ziziphus ornata
Ziziphus ornata är en brakvedsväxtart som beskrevs av Friedrich Anton Wilhelm Miquel. Ziziphus ornata ingår i släktet Ziziphus och familjen brakvedsväxter. Inga underarter finns listade i Catalogue of Life.